# Сорок (улус)
Соро́к (бур. Сорог) — улус в Окинском районе Бурятии. Административный центр сельского поселения «Сойотское».

## География
Расположен в межгорной котловине на правом берегу реки Оки у впадения реки Соро́к, на 113-м км региональной автодороги Монды — Орлик в 40 км юго-восточнее районного центра.

## Население
| 2002 | 2010 |
| ---- | ---- |
| 657  | ↗739 |

Большинство населения составляют сойоты.